# Muttanahalli, Malavalli
Muttanahalli là một làng thuộc tehsil Malavalli, huyện Mandya, bang Karnataka, Ấn Độ.